# Trofeo Gobierno de Canarias de baloncesto
El Trofeo Gobierno de Canarias es un campeonato veraniego que disputan los equipos canarios de baloncesto que ese año compitan en una liga profesional.

## Historia
El torneo nació en 2002 como preparación de pretemporada de los dos grandes conjuntos cestistas del momento el Tenerife CB y el CB Gran Canaria, antes de comenzar la liga ACB. Tras un parón de dos años el torneo volvería a enfrentar a los dos mismo rivales. Desde ese año se ha venido jugando ininterrumpidamente entrando otros equipos de las islas como el CB 1939 Canarias y UB La Palma.

### Final a Partido Único
| Año  | Sede         | Campeón          | Subcampeón       | Resultado | Ref   |
| ---- | ------------ | ---------------- | ---------------- | --------- | ----- |
| 2002 | La Laguna    | Tenerife CB      | CB Gran Canaria  | 83–75     | [ 1 ] |
| 2005 | Santa Lucía  | Tenerife CB      | CB Gran Canaria  | 83–69     |       |
| 2006 | Las Palmas   | CB Gran Canaria  | CB 1939 Canarias | 100–88    | [ 2 ] |
| 2007 | Santa Lucía  | CB Gran Canaria  | Tenerife CB      | 90–84     | [ 3 ] |
| 2008 | Teror        | CB Gran Canaria  | Tenerife CB      | 89–80     | [ 4 ] |
| 2009 | Santa Lucía  | CB 1939 Canarias | CB Gran Canaria  | 75–66     | [ 5 ] |
| 2010 | La Laguna    | CB Gran Canaria  | UB La Palma      | 89–54     | [ 6 ] |
| 2011 | S/C La Palma | CB 1939 Canarias | CB Gran Canaria  | 75–63     | [ 7 ] |

## Palmarés
| Isla         | Equipo           | Campeón | Subcampeón | Años Campeón           |
| ------------ | ---------------- | ------- | ---------- | ---------------------- |
| Gran Canaria | CB Gran Canaria  | 4       | 4          | 2006, 2007, 2008, 2010 |
| Tenerife     | Tenerife CB      | 2       | 2          | 2002, 2005             |
| Tenerife     | CB 1939 Canarias | 2       | 1          | 2009, 2011             |
| La Palma     | UB La Palma      | 0       | 1          |                        |